# イルデフォンソ
イルデフォンソあるいはイルデフォンスス（西: Ildefonso de Toledo、英語：Ildephonsus of Toledo、606年 - 667年1月23日）は7世紀のスペイン、トレドにおける大司教で音楽家、詩人、ベネディクト会士で聖母崇拝者。後にその地の守護聖人となる。スペインの典礼の見直しを行ったことや『聖母マリアの純潔処女性』を記したこと、8世紀における異端との闘争で知られる。中でもマリアの論文はスペイン教会で最初に発された文書かつ彼の功績として最も知られているものと評され、中世に広く読まれたとされる。これを含む4つの著作が1998年時点では残されている。トレドで活動した画家エル・グレコの宗教画にも登場する。

## 経歴
606年生誕。同じくキリスト教の聖人であるエウゲニウス2世の甥。高貴な家柄の出身だったものの両親の意から外れ修道士の道を志す。イルデフォンソはセビーリャにてイシドールスの元で教育を受け、その後トレド近郊のアガリ修道院に入る。後に修道院長となってトレド教会会議に出席した。西ゴート王レケスウィントの要望で657年にトレドの大司教となり、9年間司教区を統括した。

## 伝承
聖母被昇天の祭日に聖母の出現があった。聖処女を連れた聖母マリアからイルデフォンソは式服を授かったと言われている。